# Marcello Basso
Marcello Basso (San Stino di Livenza, 15 settembre 1952) è un politico italiano.

## Biografia
Laureato in scienze politiche e insegnante nella scuola media superiore; già esponente del PCI e poi del PDS, viene eletto alla carica di sindaco a San Stino di Livenza con la Lista Civica Livenza nel 1992, restando in carica fino al 2002.
Attivo nell'ANPI, ha ricoperto la carica di Presidente provinciale a Venezia e di coordinatore per il Nord Italia.
Nel 1996 si candida come deputato nel collegio di Portogruaro per la coalizione de L'Ulivo e viene eletto con il 40,4%. Alla Camera dei deputati aderisce al gruppo dei Democratici di Sinistra. Negli anni a Montecitorio ha presentato sei ddl (Modifica al comma 46 dell'articolo 2 della legge 23 dicembre 1996, n. 662, in materia di valutazione del danno ambientale ai fini dell'applicazione dell'indennità risarcitoria; Trasferimento al comune di Caorle delle aree di proprietà dello Stato situate in località Falconera; Proroga dei termini relativi all'ammissione all'esame per l'iscrizione nel registro dei revisori contabili; Modifica all'articolo 19 della legge 3 agosto 1999, n. 265, in materia di incompatibilità degli amministratori locali; Disposizioni in materia di maggiorazione della base pensionabile del personale militare, delle Forze di polizia e del Corpo nazionale dei vigili del fuoco; *Modifica all'articolo 44 della legge 23 dicembre 1998, n. 448, in materia di esercizio del diritto di prelazione degli enti locali ai fini dell'acquisto dei beni immobili del Ministero della difesa).
Nel 2001 si candida a senatore con la coalizione de L'Ulivo nel collegio di Venezia-San Donà di Piave; col il 38,3% viene sconfitto eletto dall'esponente del centrodestra, ma risulta mediante il sistema proporzionale. Al Senato aderisce al gruppo dei DS. Negli anni a Palazzo Madama ha presentato sette ddl:
Abolizione dei limiti alla rieleggibilità dei sindaci e dei presidenti delle province; Istituzione della provincia della Venezia Orientale; Norme per la salvaguardia di Venezia; Abrogazione dei vincoli per i comuni sugli impegni e sui pagamenti di spesa corrente di cui all'articolo 24 della legge 28 dicembre 2001, n. 448; Modifica dell'articolo 9 della legge 5 marzo 1963, n. 366, recante nuove norme relative alla laguna di Venezia e di Marano Grado; Norme in materia di occupazione abusiva degli spazi di sosta riservati ai veicoli delle persone invalide; Trasferimento al comune di Caorle delle aree di proprietà dello Stato situate in località Falconera.
Termina il mandato parlamentare nel 2006. A livello locale, rimane consigliere comunale a San Stino di Livenza fino al 2013.